# Notre-Dame-de-Pontmain
Notre-Dame-de-Pontmain è un comune del Canada, situato nella provincia del Québec, nella regione di Laurentides.